# Wern
Wern er en cirka 63,5 km lang biflod som kommer fra øst til Main i Bayern, Tyskland.

## Forløb
Wern løber i Regierungsbezirk Unterfranken i landkreisene Schweinfurt og Main-Spessart. Den har sit udspring nordvest for Hesselbjergene, sydvest for Rannungen, i kommunen Poppenhausen ved Pfersdorf. Nogle mener dog, at Wern først begynder ved sammenløbet af Heidgraben (højre kildebæk) og Leimgraben (venstre kildebæk), knap en kilometer nord for Pfersdorf.
Den flyder herfra mod syd, gennem Niederwerrn og nærmer sig der, i en afstand på kun ca. 2 km, Main ved Schweinfurt. Den bøjer dog af mod vest og gennemløber den øvre del af Maindreieck. Derefter nærmer Wern sig atter Main med kun 2 km's afstand i nærheden af Karlstadt-Stetten, men ændrer på ny retning og løber videre mod nord. Ved Gemünden-Wernfeld munder Wern omsider ud i Main.
Det tidligere stærkt svungne flodløb blev i 1930'erne rettet ud, med møjsommeligt manuelt arbejde af Reichsarbeitsdienst, for at indvinde nye landbrugsområder. Man forsøger nu at genskabe det oprindelige flodløb, både for at genskabe naturen, men også som beskyttelse mod oversvømmelser.

## Byer og landsbyer
Byer, kommuner og landsbyer langs Wern er (fra udspringet og ned):
- Kommunen Rannungen
- Kommunen Poppenhausen (med de ved floden liggende landsbyer Pfersdorf, Hain, Poppenhausen og Kronungen)

- Kommunen Niederwerrn (landsbyerne Oberwerrn og Niederwerrn)

- Byen Schweinfurt (landsbyen Bergl)

- Kommunen Geldersheim

- Kommunen (Markt) Werneck (landsbyerne Schnackenwerth, Ettleben, Werneck, Zeuzleben og Mühlhausen)

- Byen Arnstein (landsbyerne Gänheim, Arnstein, Heugrumbach, Reuchelheim, Müdesheim, Halsheim og Binsfeld)

- Kommunen (Markt) Thüngen

- Byen Karlstadt (bydelen Stetten)

- Kommunen Eußenheim (landsbyerne Schönarts, Eußenheim og Aschfeld)

- Kommunen Gössenheim (landsbyerne Gössenheim og Sachsenheim)

- Byen Gemünden (bydelen Wernfeld)